# Sharon von Wietersheim
Sharon von Wietersheim (* 9. Oktober 1959 in Fort Stewart, Georgia, USA) ist eine deutsch-US-amerikanische Drehbuchautorin, Regisseurin und Produzentin.

## Leben und Arbeit
In Fort Stewart, Georgia (USA), geboren, zog Sharon von Wietersheim im Alter von drei Jahren nach Deutschland. Sie startete ihre Karriere als Regieassistentin am Residenztheater in München und nahm dann Schauspielunterricht. Später sah man sie unter anderem in deutschen Fernsehreihen und -serien wie Tatort, Derrick und Der Alte.
Seit Anfang der 1990er Jahre ist Sharon von Wietersheim als Drehbuchautorin, Regisseurin und Produzentin tätig. 1994 gründete sie die Firma RICH AND FAMOUS OVERNIGHT Filmproduktionsgesellschaft mbH mit Sitz in München zur Produktion ihres ersten Kurzfilmes The Necklace, mit dem sie 1995 für den Deutschen Kurzfilmpreis nominiert wurde. Am 13. April 2011 wurde die RICH AND FAMOUS OVERNIGHT Filmproduktionsgesellschaft mbH in die Rich and Famous Overnight Film GmbH & Co. KG umgewandelt. Persönlich haftender Gesellschafter der Kommanditgesellschaft wurde die gleichzeitig zu diesem Zweck gegründete Rich and Famous Overnight Verwaltungs GmbH, deren alleinige Geschäftsführerin ebenfalls von Wietersheim ist.
Wietersheim ist Gründungsmitglied und Vorstand von Lucky Dogs e. V., einem Tierschutzverein, der sich um Straßenhunde in Europa kümmert.

## Auszeichnungen
- 1995: Deutscher Kurzfilmpreis (Nominierung. Film: "Necklace")
- 1997: Gold Medal – New York Festivals
- 1998: Silver Prize – Festival de Biarritz
- 1998: ITVA – Award (Gold)
- 1998: Deutscher Wirtschaftsfilmpreis

## Filmographie
- 1987: Der Alte, Folge 125 (Schweigen für immer) (Darsteller)
- 1993: Liebe ist Privatsache (TV, Drehbuch)
- 1993: The Necklace (short, Drehbuch, Regie, Produktion)
- 1995: Workaholic (Kino, Drehbuch, Regie)
- 1996: Supersingle (TV, Drehbuch, Regie); No Taboo (TV, Drehbuch)
- 1997: Liebe in Fesseln (TV, Drehbuch)
- 1999: Ein Scheusal zum Verlieben (TV, Drehbuch, Regie);
- 2000: Time Share (Kino, Drehbuch, Regie);
- 2000: Wie meine Mutter (TV, Drehbuch)
- 2000: Herzstolpern (TV, Drehbuch, Regie)
- 1996: No Taboo (TV, Drehbuch)
- 2000: Die Zeit, die man Leben nennt (TV, Drehbuch, Produktion)
- 2002: Ein Engel in Nöten (TV, Drehbuch)
- 2003: Das bisschen Haushalt (TV, Drehbuch, Regie)
- 2003: Suche impotenten Mann fürs Leben (Kino, Drehbuch)
- 2005: Auf den Spuren der Vergangenheit (TV, Drehbuch, Regie)
- 2006: Vielleicht Sommer, vielleicht Herbst (TV, Drehbuch)
- 2006: Die Zeit, die man Leben nennt (TV, Regie)
- 2007: Leviticus 18 (Kino, Drehbuch – unverfilmt )
- 2008: Die Zeit, die man Leben nennt (TV, Drehbuch, Regie, Produktion)
- 2009: Auf der Suche nach dem G. (TV, Drehbuch, Regie, Produktion)
- 2010: Rent a Prince (TV, Drehbuch – unverfilmt)
- 2011: Dating in New York (Kino, Drehbuch – unverfilmt)
- 2015: Käthe Kruse (TV, Drehbuch, Produktion)
- 2019: Immenhof – Das Abenteuer eines Sommers (TV, Drehbuch, Regie, Produktion)
- 2022: Immenhof 2 – Das große Versprechen (Drehbuch, Regie, Produktion)